# Corbère
Corbère település Franciaországban, Pyrénées-Orientales megyében. Lakosainak száma 780 fő (2022. január 1.). Corbère Ille-sur-Têt, Corbère-les-Cabanes, Camélas, Caixas, Saint-Michel-de-Llotes és Millas községekkel határos.

## Földrajz

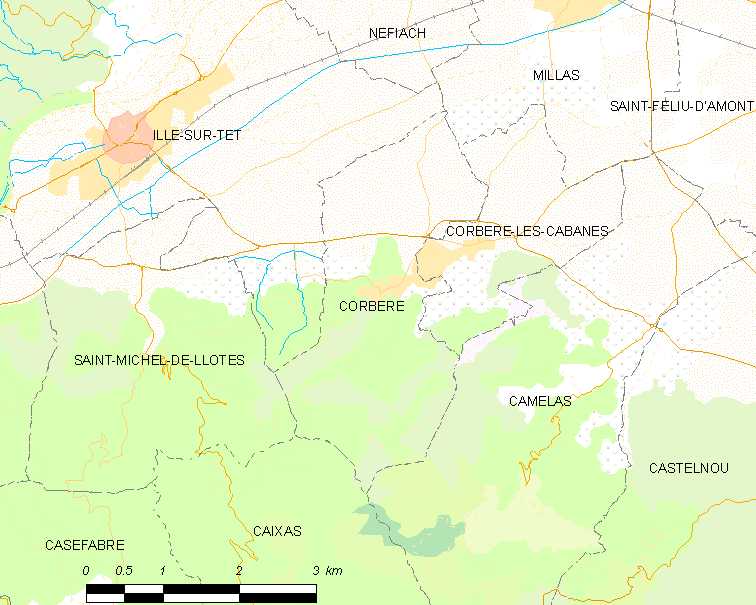
Corbère és környéke

## Népesség
A település népességének változása:
| Lakosok száma | 721  | 728  | 747  | 733  | 748  | 762  | 777  | 778  | 780  |
|               | 2013 | 2015 | 2016 | 2017 | 2018 | 2019 | 2020 | 2021 | 2022 |